# Trematomus vicarius
Trematomus vicarius är en fiskart som beskrevs av Lönnberg, 1905. Trematomus vicarius ingår i släktet Trematomus och familjen Nototheniidae. Inga underarter finns listade i Catalogue of Life.